# Wawrzyniec Habsburg-Este
Wawrzyniec, książę Belgii, właśc. Wawrzyniec Habsburg-Este, (pozostałe imiona: Otto Karol Amadeusz Tadeusz Maria Pius Andrzej Marek z Aviano), niem. Lorenz Otto Carl Amadeus Thadeus Maria Pius Andreas Marcus d’Aviano von Habsburg-Lotharingen d'Este, fr., flam., wł. (ur. 16 grudnia 1955 w Boulogne-Billancourt) – austriacko-belgijski arystokrata, książę Belgii jako mąż Astrydy, od 1996 pretendent do tronu byłego Księstwa Modeny, tytularny arcyksiążę Austrii oraz książę krwi królewskiej Czech i Węgier. 

## Życiorys
Urodził się we Francji jako pierworodny syn spośród czwórki dzieci Roberta Habsburga-Este (1915–1996) i Małgorzaty Sabaudzkiej-Aosta (1930–2022). Ma dwie siostry: starszą Marię Beatrycze (ur. 1954) i młodszą Izabelę Marię (ur. 1963), oraz młodszych braci: Gerarda Tadeusza (ur. 1957) i Marcina Karola (ur. 1959).
22 września 1984 w Brukseli poślubił Astrydę (ur. 1962), księżniczkę Liège, jedyną córkę Alberta (ur. 1934), późniejszego króla Belgów i Pauliny Ruffo di Calabria (ur. 1937). Z małżeństwa tego pochodzi pięcioro dzieci:
- Amadeusz Maria Józef Piotr Karol Filip Paulin Marek z Aviano (ur. 1986) ⚭ Elżbieta Rosboch von Wolkenstein (ur. 1987)
- Maria Laura Zyta Beatrycze Gerarda (ur. 1998)
- Joachim Karol Maria Mikołaj Baltazar Marek z Aviano (ur. 1991)
- Ludwika Maria Anna Martyna Pilar (ur. 1995)
- Letycja Maria Eleonora Anna Joachima Zyta (ur. 2003)

W 1995 otrzymał tytuł księcia Belgii. W 2004 został honorowym przewodniczącym Królewskiego Belgijskiego Towarzystwa Historii Rodowej. W 2005 został patronem Europae Thesauri, organizacji zrzeszającej muzea, biblioteki i archiwa kościelne. W 2015 został członkiem Królewskiej Rady Korony Rumunii.
Jest kawalerem Orderu Złotego Runa.

## Tytulatura
- 16 grudnia 1955 – 10 listopada 1995: Jego Cesarska i Królewska Wysokość Wawrzyniec, arcyksiążę Austrii, książę krwi królewskiej Węgier i Czech.
- 10 listopada 1995 – 7 lutego 1996: Jego Cesarska i Królewska Wysokość Wawrzyniec, książę Belgii, arcyksiążę Austrii, książę krwi królewskiej Węgier i Czech.
- od 7 lutego 1996: Jego Cesarska i Królewska Wysokość Wawrzyniec, książę koronny Modeny i Reggio, książę Carrary, Luigiany, Mirandoli, Massy oraz Cuastalli, książę Belgii, arcyksiążę Austrii, książę krwi królewskiej Węgier i Czech.

## Genealogia
| 4. Karol I (1887–1922), ces. Austrii, kr. Węgier |  |                                           |  |  |                                        |
|                                                  |  | 2. Robert Habsburg-Este (1915–1996)       |  |  |                                        |
| 5. Zyta Burbon-Parmeńska (1892–1989)             |  |                                           |  |  |                                        |
|                                                  |  |                                           |  |  | 1. Wawrzyniec Habsburg-Este (ur. 1955) |
| 6. Amadeusz Sabaudzki-Aosta (1898–1942)          |  |                                           |  |  |                                        |
|                                                  |  | 3. Małgorzata Sabaudzka-Aosta (1930–2022) |  |  |                                        |
| 7. Anna Helena Orleańska (1906–1986)             |  |                                           |  |  |                                        |
|                                                  |  |                                           |  |  |                                        |